# 11.6
11.6 (Brasil: O Grande Assalto 11.6 / Portugal: 11.6 - Desvio de Milhões) é um filme francês co-escrito, produzido e dirigido por Philippe Godeau, lançado em 2013. Baseado na história real de Toni Musulin, um guarda de segurança envolvido em um caso de desvio de fundos.

## Sinópse
Em París, o guarda de segurança Toni Musulin trabalhou como motorista de caminhão blindado na empresa IBRIS por dez anos. Ele vive um casamento sem amor com Marion e trabalha com seu melhor amigo Arnaud. Seu salário é baixo e Toni normalmente trabalha horas extras para aumentar sua renda. Um dia, Toni descobre que sua hora extra está sendo calculada mal e tenta discutir o assunto com seu chefe arrogante que não se preocupa nem um pouco à sua reclamação e humilha-o. Toni busca vingança contra seu chefe tramando um assalto a empresa IBRIS e explorando a fragilidade dos sistemas de segurança. Ele rouba 11,6 milhões de Euros, que são transportados em seu caminhão blindado.

## Elenco
| Ator               | Personagem   |
| ------------------ | ------------ |
| François Cluzet    | Toni Musulin |
| Bouli Lanners      | Arnaud       |
| Corinne Masiero    | Marion       |
| Juana Acosta       | Natalia      |
| Johan Libéreau     | Viktor       |
| Mireille Franchino | Svetlana     |

## Principais prêmios e nomeações
Globo de Cristal 2013 ( Estados Unidos)
- Indicado nas categorias: Melhor Diretor (Philippe Godeau).

Prêmio Magritte 2013 ( Bélgica)
- Indicado nas categorias: Melhor Ator Coadjuvante (Bouli Lanners).